# Kabinett Schmidt III
Das dritte Kabinett von Bundeskanzler Helmut Schmidt trat nach der Bundestagswahl 1980 an. Die beiden Koalitionsparteien SPD und FDP regierten seit der Bundestagswahl 1969 zusammen – entfremdeten sich jedoch im Jahr 1982 immer mehr voneinander. Streit gab es über die widersprüchlichen Haltungen in der SPD zum NATO-Doppelbeschluss sowie über wachsende Arbeitslosigkeit und Staatsschulden.
Am 17. September 1982 zerbrach die Koalition. Die FDP-Minister wurden vom Bundespräsidenten aus ihren Ämtern entlassen; als vorübergehende Minderheitsregierung amtierte das Kabinett weiter. Am 1. Oktober 1982 wählten Abgeordnete von CDU, CSU und Teilen der FDP den bisherigen Oppositionsführer Helmut Kohl mit einem konstruktiven Misstrauensvotum zum Bundeskanzler.

## Abstimmung im Bundestag
| Wahlgang                                                     | Kandidat        | Kandidat             | Stimmen    | Stimmenzahl | Anteil | Koalitionspartei(en) | Koalitionspartei(en) | Koalitionspartei(en) |
| ------------------------------------------------------------ | --------------- | -------------------- | ---------- | ----------- | ------ | -------------------- | -------------------- | -------------------- |
| 1. Wahlgang                                                  |                 | Helmut Schmidt (SPD) | Ja-Stimmen | 266         | 53,5 % |                      |                      | SPD, FDP             |
| 1. Wahlgang                                                  | Nein-Stimmen    | Helmut Schmidt (SPD) | 222        | 44,7 %      |        |                      |                      | SPD, FDP             |
| 1. Wahlgang                                                  | Enthaltungen    | Helmut Schmidt (SPD) | 2          | 0,4 %       |        |                      |                      | SPD, FDP             |
| 1. Wahlgang                                                  | Ungültig        | Helmut Schmidt (SPD) | 1          | 0,2 %       |        |                      |                      | SPD, FDP             |
| 1. Wahlgang                                                  | nicht abgegeben | Helmut Schmidt (SPD) | 6          | 1,2 %       |        |                      |                      | SPD, FDP             |
| Damit wurde wieder Helmut Schmidt zum Bundeskanzler gewählt. |                 |                      |            |             |        |                      |                      |                      |

| Wahlgang                                         | Kandidat        | Kandidat             | Stimmen    | Stimmenzahl | Anteil | Koalitionspartei(en) | Koalitionspartei(en) | Koalitionspartei(en) |
| ------------------------------------------------ | --------------- | -------------------- | ---------- | ----------- | ------ | -------------------- | -------------------- | -------------------- |
| Vertrauensfrage                                  |                 | Helmut Schmidt (SPD) | Ja-Stimmen | 269         | 54,1 % |                      |                      | SPD, FDP             |
| Vertrauensfrage                                  | Nein-Stimmen    | Helmut Schmidt (SPD) | 225        | 45,3 %      |        |                      |                      | SPD, FDP             |
| Vertrauensfrage                                  | Enthaltungen    | Helmut Schmidt (SPD) | 0          | 0,0 %       |        |                      |                      | SPD, FDP             |
| Vertrauensfrage                                  | Ungültig        | Helmut Schmidt (SPD) | 0          | 0,0 %       |        |                      |                      | SPD, FDP             |
| Vertrauensfrage                                  | nicht abgegeben | Helmut Schmidt (SPD) | 3          | 0,6 %       |        |                      |                      | SPD, FDP             |
| Helmut Schmidt wurde das Vertrauen ausgesprochen |                 |                      |            |             |        |                      |                      |                      |

| Wahlgang                              | Kandidat        | Kandidat          | Stimmen    | Stimmenzahl | Anteil | Koalitionspartei(en) | Koalitionspartei(en) | Koalitionspartei(en) | Koalitionspartei(en) |
| ------------------------------------- | --------------- | ----------------- | ---------- | ----------- | ------ | -------------------- | -------------------- | -------------------- | -------------------- |
| Konstruktives Misstrauensvotum        |                 | Helmut Kohl (CDU) | Ja-Stimmen | 256         | 51,5 % |                      |                      |                      | CDU/CSU, FDP         |
| Konstruktives Misstrauensvotum        | Nein-Stimmen    | Helmut Kohl (CDU) | 235        | 47,3 %      |        |                      |                      |                      | CDU/CSU, FDP         |
| Konstruktives Misstrauensvotum        | Enthaltungen    | Helmut Kohl (CDU) | 4          | 0,8 %       |        |                      |                      |                      | CDU/CSU, FDP         |
| Konstruktives Misstrauensvotum        | Ungültig        | Helmut Kohl (CDU) | 0          | 0,0 %       |        |                      |                      |                      | CDU/CSU, FDP         |
| Konstruktives Misstrauensvotum        | nicht abgegeben | Helmut Kohl (CDU) | 2          | 0,4 %       |        |                      |                      |                      | CDU/CSU, FDP         |
| Helmut Kohl zum Bundeskanzler gewählt |                 |                   |            |             |        |                      |                      |                      |                      |

## Kabinett
| Amt oder Ressort                      | Bild                              | Name                                                      | Partei                                                                                  | Partei                                                                                     | Parlamentarische Staatssekretäre bzw. Staatsminister                                                | Partei | Partei |
| ------------------------------------- | --------------------------------- | --------------------------------------------------------- | --------------------------------------------------------------------------------------- | ------------------------------------------------------------------------------------------ | --------------------------------------------------------------------------------------------------- | ------ | ------ |
| Bundeskanzler                         |                                   | Helmut Schmidt (1918–2015)                                |                                                                                         | SPD                                                                                        | Gunter Huonker (1937–2021) bis 28. April 1982 Hans-Jürgen Wischnewski (1922–2005) ab 29. April 1982 |        | SPD    |
| Stellvertreter des Bundeskanzlers     |                                   | Hans-Dietrich Genscher (1927–2016) bis 17. September 1982 |                                                                                         | FDP                                                                                        | |        |        |
| Stellvertreter des Bundeskanzlers     |                                   | Egon Franke (1913–1995) ab 17. September 1982             |                                                                                         | SPD                                                                                        | |        |        |
| Auswärtiges                           |                                   | Hans-Dietrich Genscher bis 17. September 1982             |                                                                                         | FDP                                                                                        | Hildegard Hamm-Brücher (1921–2016) bis 17. September 1982                                           |        | FDP    |
| Auswärtiges                           |                                   | Helmut Schmidt 17. September bis 1. Oktober 1982          |                                                                                         | SPD                                                                                        | Klaus von Dohnanyi (* 1928) bis 24. Juni 1981 Peter Corterier (1936–2017) ab 29. Juni 1981          |        | SPD    |
| Inneres                               |                                   | Gerhart Baum (1932–2025) bis 17. September 1982           |                                                                                         | FDP                                                                                        | Andreas von Schoeler (* 1948) bis 17. September 1982                                                |        | FDP    |
| Inneres                               |                                   | Jürgen Schmude (1936–2025) ab 17. September 1982          |                                                                                         | SPD                                                                                        | Andreas von Schoeler (* 1948) bis 17. September 1982                                                |        | FDP    |
| Justiz                                |                                   | Hans-Jochen Vogel (1926–2020) bis 22. Januar 1981         |                                                                                         | SPD                                                                                        | Hans de With (* 1932)                                                                               |        | SPD    |
| Justiz                                | Jürgen Schmude ab 28. Januar 1981 |                                                           |                                                                                         | SPD                                                                                        | Hans de With (* 1932)                                                                               |        | SPD    |
| Finanzen                              |                                   | Hans Matthöfer (1925–2009) bis 28. April 1982             | SPD                                                                                     | Karl Haehser (1928–2012)                                                                   | | SPD    |        |
| Finanzen                              |                                   | Manfred Lahnstein (* 1937) ab 28. April 1982              | SPD                                                                                     | Rolf Böhme (1934–2019) bis 28. April 1982 Gunter Huonker (1937–2021) ab 29. April 1982     | | SPD    |        |
| Wirtschaft                            |                                   | Otto Graf Lambsdorff (1926–2009) bis 17. September 1982   |                                                                                         | FDP                                                                                        | Martin Grüner (1929–2018)                                                                           |        | FDP    |
| Wirtschaft                            |                                   | Manfred Lahnstein ab 17. September 1982                   |                                                                                         | SPD                                                                                        | Martin Grüner (1929–2018)                                                                           |        | FDP    |
| Ernährung, Landwirtschaft und Forsten |                                   | Josef Ertl (1925–2000) bis 17. September 1982             |                                                                                         | FDP                                                                                        | Georg Gallus (1927–2021)                                                                            |        | FDP    |
| Ernährung, Landwirtschaft und Forsten |                                   | Björn Engholm (* 1939) ab 17. September 1982              |                                                                                         | SPD                                                                                        | Georg Gallus (1927–2021)                                                                            |        | FDP    |
| Arbeit und Sozialordnung              |                                   | Herbert Ehrenberg (1926–2018) bis 28. April 1982          |                                                                                         | SPD                                                                                        | Hermann Buschfort (1928–2003) bis 28. April 1982 Anke Fuchs (1937–2019) bis 28. April 1982          |        | SPD    |
| Arbeit und Sozialordnung              |                                   | Heinz Westphal (1924–1998) ab 28. April 1982              | Rudolf Dreßler (1940–2025) ab 28. April 1982 Jürgen Egert (1941–1992) ab 28. April 1982 | SPD                                                                                        | |        | SPD    |
| Verteidigung                          |                                   | Hans Apel (1932–2011)                                     | SPD                                                                                     | Willfried Penner (* 1936)                                                                  | SPD                                                                                                 |        |        |
| Jugend, Familie und Gesundheit        |                                   | Antje Huber (1924–2015) bis 28. April 1982                | SPD                                                                                     | Fred Zander (1935–2012) bis 28. April 1982                                                 | SPD                                                                                                 |        |        |
| Jugend, Familie und Gesundheit        |                                   | Anke Fuchs (1937–2019) ab 28. April 1982                  | SPD                                                                                     | Claus Grobecker (1935–2018) ab 28. April 1982                                              | SPD                                                                                                 |        |        |
| Verkehr                               |                                   | Volker Hauff (* 1940)                                     | SPD                                                                                     | Erhard Mahne (1931–2023)                                                                   | SPD                                                                                                 |        |        |
| Post- und Fernmeldewesen              |                                   | Kurt Gscheidle (1924–2003) bis 28. April 1982             | SPD                                                                                     | Helmuth Becker (1929–2011)                                                                 | SPD                                                                                                 |        |        |
| Post- und Fernmeldewesen              | Hans Matthöfer ab 28. April 1982  |                                                           | SPD                                                                                     | Helmuth Becker (1929–2011)                                                                 | SPD                                                                                                 |        |        |
| Raumordnung, Bauwesen und Städtewesen |                                   | Dieter Haack (* 1934)                                     | SPD                                                                                     | Dietrich Sperling (1933–2023)                                                              | SPD                                                                                                 |        |        |
| Innerdeutsche Beziehungen             |                                   | Egon Franke                                               | SPD                                                                                     | Heinz Kreutzmann (1919–2005) bis 28. April 1982 Lothar Wrede (1930–2019) ab 28. April 1982 | SPD                                                                                                 |        |        |
| Forschung und Technologie             |                                   | Andreas von Bülow (* 1937)                                | SPD                                                                                     | Erwin Stahl (1931–2019)                                                                    | SPD                                                                                                 |        |        |
| Bildung und Wissenschaft              |                                   | Jürgen Schmude bis 28. Januar 1981                        | SPD                                                                                     | Björn Engholm (* 1939) bis 28. Januar 1981                                                 | SPD                                                                                                 |        |        |
| Bildung und Wissenschaft              |                                   | Björn Engholm ab 28. Januar 1981                          | SPD                                                                                     | Eckart Kuhlwein (1938–2022) ab 28. Januar 1981                                             | SPD                                                                                                 |        |        |
| Wirtschaftliche Zusammenarbeit        |                                   | Rainer Offergeld (* 1937)                                 | SPD                                                                                     | Alwin Brück (1931–2020)                                                                    | SPD                                                                                                 |        |        |

## Veränderungen
Am 22. Januar 1981 trat Bundesjustizminister Hans-Jochen Vogel zurück; einen Tag später wurde er zum Regierenden Bürgermeister von Berlin gewählt. Zu seinem Nachfolger wurde am 28. Januar 1981 der bisherige Bundesminister für Bildung und Wissenschaft, Jürgen Schmude, ernannt. Neuer Bundesbildungsminister wurde Björn Engholm, dem Eckart Kuhlwein im Amt des Parlamentarischen Staatssekretärs beim Bundesminister für Bildung und Wissenschaft nachfolgte.
Da er am 24. Juni 1981 zum Ersten Bürgermeister von Hamburg gewählt worden war, schied Klaus von Dohnanyi aus dem Amt des Staatsministers im Auswärtigen Amt aus. Sein Nachfolger wurde am 29. Juni 1981 der bisherige Vorsitzende des Arbeitskreises Außen- und Sicherheitspolitik der SPD-Bundestagsfraktion, Peter Corterier.
Mit Wirkung zum 28. April 1982 kam es zu einer schon länger erwarteten Kabinettsumbildung. Bundesfinanzminister Hans Matthöfer, dem Amtsmüdigkeit nachgesagt wurde, übernahm die Leitung des Bundesministeriums für das Post- und Fernmeldewesen anstelle von Kurt Gscheidle, der endgültig aus der Bundesregierung ausschied. Ebenfalls entlassen wurden Bundesarbeitsminister Herbert Ehrenberg und die Bundesfamilienministerin Antje Huber. Neu in das Kabinett berufen wurden der bisherige Staatssekretär im Bundesfinanzministerium, Manfred Lahnstein, als Bundesminister der Finanzen, der Vorsitzende des Arbeitskreises öffentliche Finanzwirtschaft der SPD-Bundestagsfraktion, Heinz Westphal, als Bundesminister für Arbeit und Sozialordnung und die bisherige Parlamentarische Staatssekretärin beim Bundesminister für Arbeit und Sozialordnung, Anke Fuchs, als Bundesministerin für Jugend, Familie und Gesundheit. Ihr Nachfolger wurde der Berliner SPD-Abgeordnete Jürgen Egert.
Ebenfalls am 28. April 1982 wechselte der bisherige Staatsminister beim Bundeskanzler, Gunter Huonker, in das Amt des Parlamentarischen Staatssekretärs beim Bundesminister der Finanzen. Er ersetzte Rolf Böhme, der sich auf seine Kandidatur für das Amt des Oberbürgermeisters von Freiburg im Breisgau konzentrierte. Neuer Staatsminister beim Bundeskanzler wurde Hans-Jürgen Wischnewski, der diesen Posten schon von 1976 bis 1979 bekleidet hatte. Der bisherige Parlamentarische Staatssekretär beim Bundesminister für Arbeit und Sozialordnung, Hermann Buschfort, wurde am selben Tag durch Rudolf Dreßler ersetzt. Für den scheidenden Parlamentarischen Staatssekretär beim Bundesminister für Jugend, Familie und Gesundheit, Fred Zander, trat der Vorsitzende des Haushaltsausschusses, Claus Grobecker, in die Bundesregierung ein und als Nachfolger für Heinz Kreutzmann wurde der Vorsitzende des Ausschusses für das Post- und Fernmeldewesen, Lothar Wrede, zum Parlamentarischen Staatssekretär beim Bundesminister für innerdeutsche Beziehungen berufen.
Nach dem Bruch der sozial-liberalen Koalition schieden die FDP-Mitglieder Bundesaußenminister Hans-Dietrich Genscher, Bundesinnenminister Gerhart Baum, Bundeswirtschaftsminister Otto Graf Lambsdorff, Bundeslandwirtschaftsminister Josef Ertl sowie die Staatsministerin im Auswärtigen Amt, Hildegard Hamm-Brücher, und die Parlamentarischen Staatssekretäre Andreas von Schoeler (Inneres), Martin Grüner (Wirtschaft) und Georg Gallus (Landwirtschaft) am 17. September 1982 aus der Bundesregierung aus.
Daraufhin bildete die SPD eine Minderheitsregierung. Zum Stellvertreter des Bundeskanzlers wurde der Bundesminister für innerdeutsche Beziehungen, Egon Franke, der der Bundesregierung seit 1969 ununterbrochen angehörte, ernannt. Die Leitung des Auswärtigen Amtes übernahm Bundeskanzler Helmut Schmidt. Bundesjustizminister Jürgen Schmude wurde zusätzlich Bundesminister des Innern, Bundesfinanzminister Manfred Lahnstein zusätzlich Bundesminister für Wirtschaft und Bundesbildungsminister Björn Engholm zusätzlich Bundesminister für Ernährung, Landwirtschaft und Forsten. Für die ausgeschiedenen Parlamentarischen Staatssekretäre bzw. die Staatsministerin wurden keine Nachfolger berufen.

## Fußnote
1. ↑  Weder Parlamentarische Staatssekretäre noch Staatsminister sind nach Art. 62 GG Teil der Bundesregierung.